# سوزا (لاعب كرة قدم)
سوزا (بالبرتغالية: José Ivanaldo de Souza‏) (6 يونيو 1975 في البرازيل - ) هو لاعب كرة قدم برازيلي في مركز الوسط. شارك مع منتخب البرازيل لكرة القدم. أما مع النوادي، فقد لعب مع أتلتيكو باراناينسي وأتلتيكو مينييرو ونادي ريو برانكو ونادي ساو باولو ونادي فلامنغو ونادي كريليا سوفيتوف سامارا ونادي كورينثيانز وأمريكا دي ناتال ‏.

## وصلات خارجية
- سوزا على موقع قاعدة بيانات كرة القدم.إي يو (الإنجليزية)
- سوزا على موقع ناشيونال فوتبول تيمز (الإنجليزية)